# Small Planet Group

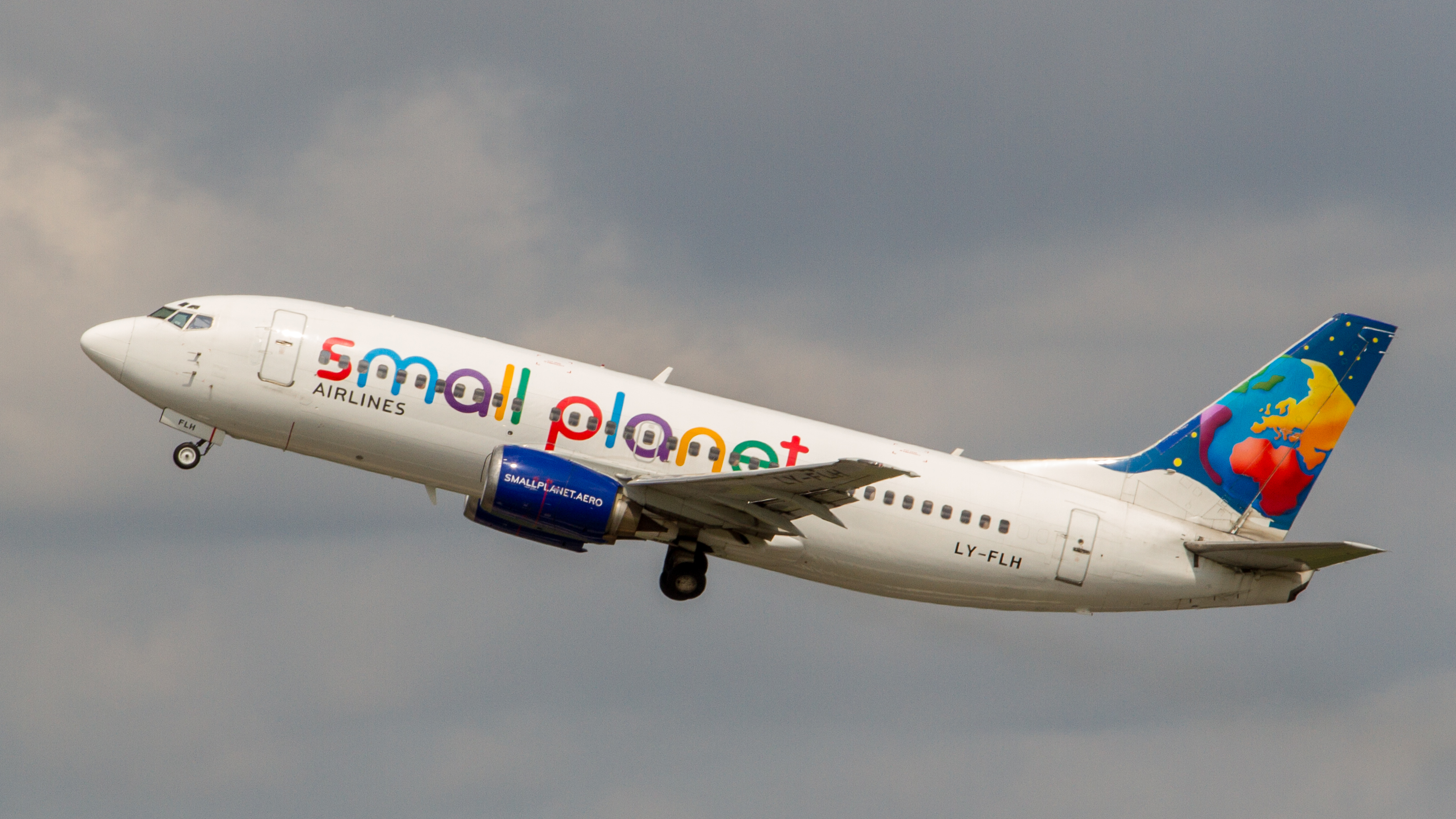
Boeing 737-300 der Small Planet Airlines

Small Planet Group war die litauische Holding der verschiedenen Small Planet Airlines, welche am 31. Oktober 2018 Insolvenz anmelden musste.

## Geschichte
Nach der Übernahme von Small Planet Airlines Litauen und Small Planet Airlines Poland durch die beiden Manager Vytautas Kaikaris und Andrius Staniulis wurde die Small Planet Group UAB im Jahre 2014 als Holding für diese Gesellschaften gegründet. Darüber hinaus wurde 2014 in Thailand und 2015 in Deutschland je eine Tochtergesellschaft gegründet, im 2017 kam eine kambodschanische Tochtergesellschaft hinzu.
Im Sommer 2018 geriet die Small Planet Group immer wieder aufgrund von hohen Verspätungen und Flugausfällen in Kritik. Unter anderem die dadurch entstandenen Kosten führten dazu, dass die deutsche Tochter im September 2018 Insolvenz anmelden musste. Daraufhin kam es in der gesamten Small Planet Group zu Schwierigkeiten, da geplante Einsätze für Small Planet Airlines Deutschland in der Wintersaison 2018/2019 abgesagt wurden. Small Planet Airlines Poland musste dadurch ihre Flotte in kürzester Zeit auf eine Maschine reduzieren und am 8. Oktober 2018 ebenfalls Insolvenz anmelden.
Am Abend des 23. Oktober 2018 wurde bekannt, dass die Small Planet Group einen Restrukturierungsprozess angekündigt hat, welcher mit einem deutschen Insolvenzverfahren vergleichbar ist. Dabei müssen eine mittlere zweistellige Anzahl von Mitarbeitern das Unternehmen verlassen.
Anfang November 2018 stellten nacheinander innerhalb weniger Tage die deutsche, die polnische und die kambodschanische Tochtergesellschaft den Betrieb ein, nachdem keine Investoren gefunden wurden. Der Antrag auf ein Sanierungsverfahren der litauischen Tochtergesellschaft wurde vom zuständigen Gericht in Vilnius abgelehnt, infolgedessen entzog am 28. November 2018 die litauische Zivilluftfahrtbehörde der Gesellschaft das AOC und die Betriebsbewilligung. Somit wurde am 29. November 2018 der Flugbetrieb der letzten Tochtergesellschaft eingestellt und das Insolvenzverfahren eröffnet.

## Tochterunternehmen
Die Small Planet Group verfügte über insgesamt acht Tochterunternehmen in sieben Ländern:

### Small Planet Airlines Lithuania
Die hundertprozentige litauische Tochtergesellschaft wurde 2010 als Nachfolgerin der FlyLAL gegründet und war am Flughafen Vilnius beheimatet. Sie betrieb bis zu 10 Flugzeuge vom Typ Airbus A320-200. Am 23. Oktober 2018 musste die Gesellschaft Insolvenz anmelden, das geplante Sanierungsverfahren wurde am 28. November 2018 vom zuständigen Gericht abgelehnt, sodass am Folgetag das AOC entzogen wurde und der Betrieb eingestellt werden musste.

### Small Planet Airlines Estonia
Die von 2010 bis 2012 aktive estnische Tochtergesellschaft entstand aus der FlyLAL Charters Estonia und betrieb eine Boeing 737-300. Diese wurde im Jahr 2011 für die schwedische Tor Air eingesetzt und nach deren Insolvenz auf die litauische Tochtergesellschaft umgeschrieben. Small Planet Airlines Estonia wurde daraufhin im Jahr 2012 aufgelöst.

### Small Planet Airlines Poland
Die polnische Tochtergesellschaft wurde 2010 in Warschau gegründet und der Betrieb mit einer Boeing 737-300 aufgenommen. Sie betrieb zuletzt bis zu 12 Maschinen der Airbus-A320-Familie und führte vor allem Flüge für verschiedene Reiseveranstalter durch. Infolge der Insolvenz der deutschen Tochtergesellschaft geriet Small Planet Airlines Poland ebenfalls in Schwierigkeiten und musste die Flotte in kürzester Zeit auf eine Maschine reduzieren. Dadurch gingen wichtige Aufträge verloren, sodass am 8. Oktober 2018 Insolvenz angemeldet werden musste und der Flugbetrieb am 9. November 2018 eingestellt wurde.

### Small Planet Airlines Italia
Ebenfalls im Jahr 2010 wurde eine Tochtergesellschaft in Italien gegründet, welche am Flughafen Rom-Fiumicino beheimatet war. Die Gesellschaft verfügte über zwei Boeing 737-300 und wurde im April 2013 verkauft.

### Small Planet Airlines Thailand
Die thailändische Tochtergesellschaft wurde Ende 2014 in Bangkok gegründet, an der die Small Planet Group 49 % der Anteile hielt. Sie sollte die Maschinen der Small Planet Group in der schwachen europäischen Wintersaison beschäftigen und zwei Airbus A320-200 betreiben. Nachdem die ICAO Thailand auf die Liste der Red-Flag-Länder aufgrund von Sicherheitsmängeln, mangelhafter Infrastruktur und fehlender Aufsicht gesetzt hatte, wurde 2015 die Tochtergesellschaft aufgegeben, da man keine neuen Strecken ins Ausland hätte aufnehmen können.

### Small Planet Airlines Germany
Zusammen mit den beiden ehemaligen Germania-Geschäftsführern Andreas Wobig und Oliver Pawel wurde im Mai 2015 die deutsche Tochtergesellschaft in Berlin gegründet, an der man zu 80 % beteiligt war. Ab Oktober 2015 wurden Flüge ab Deutschland mit Flugzeugen der polnischen und litauischen Schwestergesellschaften durchgeführt, bis im Mai 2016 das deutsche AOC erteilt wurde und der Betrieb mit zwei von Air Berlin geleasten Airbus A320-200 aufgenommen wurde. Bis zum Jahre 2018 wuchs die Flotte auf sechs Maschinen der Airbus-A320-Familie, dazu kamen mehrere geleaste Maschinen in den Sommermonaten zum Einsatz. Infolge massiver Verspätungen sowie Flugausfällen im Sommer 2018 und den dadurch entstandenen hohen Kosten für Subcharter und Entschädigungszahlungen geriet die deutsche Tochter in eine massive finanzielle Schieflage, sodass am 18. September 2018 Insolvenz angemeldet werden musste. Da man trotz intensiver Verhandlungen keinen neuen Investor finden konnte, wurde der Flugbetrieb am 1. November 2018 eingestellt und das reguläre Insolvenzverfahren am 1. Dezember 2018 eröffnet.

### Small Planet Airlines Cambodia
Nachdem die Pläne für die thailändische Tochtergesellschaft gescheitert waren, wurde 2017 die kambodschanische Tochtergesellschaft mit einem ähnlichen Konzept gegründet, an der die Small Planet Group zu 29 % beteiligt war. Mit zwei Airbus A320-200 wurde am 30. November 2017 der Flugbetrieb aufgenommen und Ziele in China und Südkorea angesteuert. Aufgrund der finanziellen Situation der Small Planet Group wurde der Flugbetrieb am 9. November 2018 eingestellt und die Flugzeuge an die Leasinggeber zurückgegeben.

### KlasJet
Des Weiteren war die Small Planet Group mit einem Anteil von 25 Prozent an dem litauischen Business-Class Charterfluggesellschaft KlasJet mit Sitz in Vilnius beteiligt.

## Flotte
Zum Zeitpunkt der Betriebseinstellung bestand die Flotte der Small Planet Group aus 8 Flugzeugen mit einem Durchschnittsalter von 15,6 Jahren.
| Flugzeugtyp     | Anzahl | bestellt | Anmerkungen                                     | Sitzplätze |
| --------------- | ------ | -------- | ----------------------------------------------- | ---------- |
| Airbus A320-200 | 8      | –        | davon 5 inaktiv 2 geleast von Afriqiyah Airways | 180        |

Die Small Planet Group betrieb eine Flotte verschiedener Typen der Airbus-A320-Familie. Vor der Insolvenz umfasste im Sommer 2018 die Flotte insgesamt 29 Maschinen, darunter 21 Airbus A320 und 8 Airbus A321. Weiterhin kamen in der Sommersaison diverse Wetleases zum Einsatz, darunter GetJet Airlines, StarEast Airlines und Via Airways.